# Aspidoscelis ceralbensis
Espèce
Synonymes
- Verticaria ceralbensis
Van Denburgh & Slevin, 1921
- Cnemidophorus ceralbensis
(Van Denburgh & Slevin, 1921)

Statut de conservation UICN

 LC  : Préoccupation mineure
Aspidoscelis ceralbensis est une espèce de sauriens de la famille des Teiidae.

## Répartition
Cette espèce est endémique de l'île Jacques Cousteau en Basse-Californie du Sud au Mexique.

## Étymologie
Son nom d'espèce, composé de ceralb[o] et du suffixe latin -ensis, « qui vit dans, qui habite », lui a été donné en référence au lieu de sa découverte, l'île Ceralbo, désormais nommée l'île Jacques Cousteau.

## Publication originale
- Van Denburgh & Slevin, 1921 : Preliminary diagnoses of more new species of reptiles from islands in the gulf of California, Mexico. Proceedings of the California Academy of Sciences, ser. 4, vol. 11, n. 17, p. 395-398 (texte intégral).